# Karl Heinrich Graf
Karl Heinrich Graf (* 28. Februar 1815 in Mülhausen; † 16. Juli 1869 in Meißen) war ein deutscher evangelischer Theologe (Alttestamentler) und Orientalist.

## Leben
Er studierte von 1833 bis 1837 Theologie und orientalische Sprachen in Straßburg (besonders bei Eduard Reuss) und wirkte danach bis 1843 als Hauslehrer in Paris, ab 1847 an der Landesschule St. Afra in Meißen. Er gilt neben Abraham Kuenen als wichtiger Wegbereiter der Neueren Urkundenhypothese, die Hermann Hupfeld entwickelt hat und Julius Wellhausen weiter untermauerte.
Daneben hat sich Graf mit der persischen Literatur beschäftigt und einige Werke des Dichters Saadi ins Deutsche übersetzt.

## Mitgliedschaften
Karl Heinrich Graf war Mitglied der Deutschen Morgenländischen Gesellschaft.

## Schriften
- Moslicheddin Sadi's Rosengarten. Brockhaus, Leipzig 1846 (Übersetzung; Online-Ressource).
- Moslicheddin Sadi's Lustgarten (Bostan) aus dem persischen übersetzt. Hochhausen, Jena 1850.
- Zehn Rubâ'i des persischen Dichters Chakani. In: Zeitschrift der Deutschen Morgenländischen Gesellschaft, Band 5. 1851. S. 390–391 (Digitalisat).
- Ueber den "Zweigehörnten" des Koran. In: Zeitschrift der Deutschen Morgenländischen Gesellschaft, Band 8. 1854. S. 442–449 (Digitalisat).
- Aus Sa'di's Diwan. In: Zeitschrift der Deutschen Morgenländischen Gesellschaft, Band 9. 1855. S. 92–135 (Digitalisat).
- Der Segen Moses Deut. 33. 1857.
- Aus Sa'dî's Diwan (Fortsetzung). In: Zeitschrift der Deutschen Morgenländischen Gesellschaft, Band 12. 1858. S. 82–116 (Digitalisat).
- Aus Sa'dî's Diwan (Fortsetzung). In: Zeitschrift der Deutschen Morgenländischen Gesellschaft, Band 13. 1859. S. 445–472 (Digitalisat).
- Der Prophet Jeremia erklärt. 1862.
- Der Stamm Simeon: ein Beitrag zur Geschichte der Israeliten. 1866.
- Die geschichtlichen Bücher des Alten Testaments. Zwei historisch-kritische Untersuchungen. Weigel, Leipzig 1866.